# Bündnis C – Christen für Deutschland
Bündnis C – Christen für Deutschland (Kurzbezeichnung: Bündnis C) ist eine christdemokratische Kleinpartei in Deutschland, die sich nach eigenen Angaben und eigenem Verständnis programmatisch insbesondere am Apostolischen Glaubensbekenntnis sowie am Alten und Neuen Testament orientiert.
Bündnis C entstand 2015 durch die Fusion der christlich-fundamentalistischen Parteien Partei Bibeltreuer Christen und AUF – Partei für Arbeit, Umwelt und Familie. Es ist Mitglied der Europäischen Christlichen Politischen Partei (ECPP). Durch Übertritt des für die Familien-Partei gewählten Abgeordneten Arne Gericke war Bündnis C von Oktober 2018 bis zur Europawahl 2019 im Europäischen Parlament vertreten.

## Inhaltliches Profil
Bündnis C orientiert sich nach eigenem Bekunden an christlicher Ethik und Grundsätzen, die den freiheitlich-demokratischen Rechtsstaat geprägt haben. Die Partei setzt sich „für christlich-konservative Positionen in der Familien-, Sozial-, Bildungs- und Außenpolitik“ ein, worunter sie insbesondere den „Kampf gegen Abtreibungen und Positionen des Gender-Mainstreaming“ versteht. Sie sieht Ehe und Familie als gottgewollte Verbindung von Mann und Frau, setzt sich für die Einführung eines Erziehungsgehalts für Eltern ein und empfiehlt Homeschooling als Alternative zur allgemeinen Schulpflicht. Es wird eine Stärkung der Nationen gefordert, während internationale und supranationale Bündnisse wie UNO und EU kritisch gesehen werden. Die Partei befürwortet ein bedingungsloses Eintreten für das Existenzrecht Israels. Ihre Vorgängerorganisationen waren dem christlich-fundamentalistischen Spektrum zuzuordnen.

## Geschichte

### Vorgeschichte
Die Partei Bibeltreuer Christen (PBC) wurde 1989 von Pastor Gerhard Heinzmann gegründet. Sie trat zu Bundestags-, Landtags- und Europawahlen an, konnte aber selten Ergebnisse über 0,5 % erreichen. 2006 wurde der Versuch unternommen, die PBC mit den ebenfalls christlich orientierten Kleinparteien Deutsche Zentrumspartei und Ökologisch-Demokratische Partei unter dem Namen „Aufbruch 2009“ zu fusionieren. Der Versuch scheiterte zunächst, und die Unterstützer der Fusionsidee gründeten die AUF – Partei für Arbeit, Umwelt und Familie. Als auch diese keine nennenswerten Wahlergebnisse einfuhr, kam es ab 2010 wieder zu einer Annäherung der beiden Parteien PBC und AUF, die schließlich zur Fusion unter dem Namen „Bündnis C“ führte. An der Bundestagswahl 2013 nahm die PBC mit Unterstützung der AUF in zwei Bundesländern teil. Auf dem Mitglieder-Parteitag der PBC stimmten über neunzig Prozent für die Fusion, auf dem Parteitag der AUF sprachen sich über achtzig Prozent der Delegierten für die Fusion aus. In den Urabstimmungen stimmten 95,0 % der teilnehmenden Mitglieder der PBC und 78,7 % der teilnehmenden Mitglieder der AUF für die Fusion.

### Seit 2015 Bündnis C
Auf ihrem Gründungsparteitag in Fulda Ende März 2015 fusionierten die Parteien AUF und PBC zu „Bündnis C – Christen für Deutschland – AUF & PBC“. Ole Steffes aus Dresden (ehemals PBC) und Karin Heepen aus Erfurt (ehemals AUF) wurden zu gleichberechtigten Bundesvorsitzenden gewählt.
Bei der Landtagswahl in Baden-Württemberg 2016 trat die Partei zum ersten Mal an und erreichte im Landtagswahlkreis Enz 0,7 %. Bei der Landtagswahl in Mecklenburg-Vorpommern 2016 erhielt sie 842 Stimmen, was 0,1 % der Stimmen entspricht. Bei den Kommunalwahlen in Niedersachsen 2016 konnte die Partei jeweils in der Wedemark und in Bad Essen ein Mandat erringen. Auf dem Parteitag vom 22. Oktober 2016 beschlossen die Mitglieder, den Namenszusatz „AUF & PBC“ zu streichen.
Eine angestrebte Kandidatur bei der Bundestagswahl 2017 mit acht Landeslisten scheiterte an fehlenden Unterstützungsunterschriften, sodass die Partei lediglich in vier Wahlkreisen Direktkandidaten aufstellen konnte. Diese erreichten Ergebnisse zwischen 0,2 % und 0,4 % der Erststimmen.
Im Herbst 2018 trat der Europaabgeordnete Arne Gericke dem Bündnis C bei. Gericke war 2014 für die Familien-Partei gewählt worden und Mitte 2017 zunächst zu den Freien Wählern gewechselt. Gericke ist seit 2014 Einzelmitglied der ECPP, der auch das Bündnis C angehört.
Im Mai 2021 sorgte die Partei in Espelkamp für Aufsehen, nachdem ein Mitglied auf einer Versammlung umstrittene Äußerungen getätigt hatte. Unter anderem wurden Verschwörungstheorien in Bezug auf die COVID-19-Pandemie verbreitet und Abtreibungen mit dem Holocaust verglichen. Die Bundespartei führte ein klärendes Gespräch mit dem Mitglied und erklärte, nicht über die Versammlung oder die Rede informiert gewesen zu sein.

## Organisation

### Bundesparteitage
| Parteitag                                    | Datum             | Ort             |
| -------------------------------------------- | ----------------- | --------------- |
| Gründungsparteitag                           | 28. März 2015     | Fulda           |
| Parteitag (Bundesprogramm, Satzungsänderung) | 22. Oktober 2016  | Eisenach        |
| Parteitag (Vorstandswahl)                    | 21. Oktober 2017  | Hünfeld         |
| Parteitag (Kandidatenwahl für Europawahl)    | 06. Oktober 2018  | Fulda           |
| Delegiertenparteitag (Europawahlprogramm)    | 10. Februar 2019  | Bad Blankenburg |
| Delegiertenparteitag                         | 10. Oktober 2020  | Fulda           |
| Parteitag (Vorstandswahl)                    | 13. November 2021 | Karlsruhe       |

### Bundesvorstand
Der Bundesvorstand setzt sich wie folgt zusammen:
| Vorsitzende                  | Karin Heepen                                                |
| Stellvertretende Vorsitzende | Hartmut Voß, Ute Büschkens-Schmidt                          |
| Schatzmeister                | Mathias Scheuschner                                         |
| Beisitzer                    | Verena Thümmel, Andrea Rehwald, Norbert Höhl, Annette König |

### Landesverbände
Bündnis C hat zurzeit in folgenden neun Bundesländern Landesverbände:
|                                    | Landesverband          | Vorsitzender           | Stellvertretende Vorsitzende                 | Schatzmeister     | Beisitzer                                                                                     | Generalsekretär | Mitgliederzahl | Gründungsdatum                      | Kommunale Mandate | Ergebnis der letzten Wahl des Landesparlaments | Ergebnis der Bundestagswahl 2021 |
| ---------------------------------- | ---------------------- | ---------------------- | -------------------------------------------- | ----------------- | --------------------------------------------------------------------------------------------- | --------------- | -------------- | ----------------------------------- | ----------------- | ---------------------------------------------- | -------------------------------- |
| Baden-Württemberg                  | Baden-Württemberg      | Jürgen Graalfs         | Andreas Haller, Rainer Simon                 | Norbert Gießler   | Julius Erminas, Stephan Süß-Bartilucci, Michael Perrass, Jonas Mackwitz                       |                 | 316            | 2015                                | 0                 | 0,1 % (2021)                                   | 0,2 %                            |
| Bayern                             | Bayern                 | Horst Wodarz           | Sven Pilz                                    | Verena Thümmel    | Michael Krug, Selina Koffler, Rainer Secker, Annette König                                    |                 |                | 2015                                | 0                 | n. a. *                                        | 0,1 %                            |
| Hamburg                            | Hamburg                | Sonja Koschinsky       | Donaldson Sackey, Bobby Schieler             | Alexander Jakob   | Christian Wendt, Gudrun Ohlsen                                                                |                 |                | 2024                                |                   |                                                |                                  |
| Hessen                             | Hessen                 | Andrea Rehwald         | Dieter Rühl, Edgar Winand                    | Wolfgang Peuckert | Gabriele Löber, Peter Schäfer v. Reetniz, Samuel-L.W.Christoph Kambor-Jacob                   |                 | 95             | 2016                                | 0                 | 0,1 % (2018)                                   | 0,1 %                            |
| Mecklenburg-Vorpommern             | Mecklenburg-Vorpommern | Christian Hauser       | Ute Büschkens-Schmidt                        | Manfred Schmidt   | Matthias Kohlstedt, Gabriele Kohlstedt, Peter Reizlein                                        |                 |                | 2015                                | 3                 | 0,1 % (2021)                                   | n. a. *                          |
| Niedersachsen                      | Niedersachsen          | Thomas Wiethe          | Klaus Dieter Schlottmann, Hermann Bohnenkamp | Emil Weigand      | Harald Baumgart, Jens Kowalzik, Martin Schönhoff, Annegret Spilker                            |                 |                | 2015                                | 3                 | 0,0 % (2017)                                   | n. a. *                          |
| Bayern                             | Nordrhein-Westfalen    | Marcel Stubbe          | Dietrich Janzen                              | Rene Stubbe       | Jan Schulte                                                                                   |                 |                | Erstgründung 2016 Neugründung: 2020 | 0                 | n. a. *                                        | 0,1 %                            |
| Rheinland-Pfalz                    | Rheinland-Pfalz        | Andreas Lothar Wolff   | Volker Giese, Barbara Rinder                 | Ernst Maier       | Christoph Carius, Michael-Bernd Knögel, Elvira Grebe, Klaus Müller                            |                 |                | 2015                                | 0                 | n. a. *                                        | n. a. *                          |
| Sachsen                            | Sachsen                | Thomas Lamowski        | René Raunest                                 | Eva Vieweg        | Christian Seifert, Martin Stiehler, Andreas Türpe, Josia Vantroyen, Janko Vieweg, Hartmut Voß |                 |                | 2015                                | 0                 | 0,2 % (2024)                                   | 0,3 %                            |
| Schleswig-Holstein                 | Schleswig-Holstein     | Hans Martin Konzelmann | Christin-Denise Sztenc, Birgit Konzelmann    | Sigrid Roloff     | Hans-Ulrich Neumann                                                                           |                 |                | Erstgründung 2017 Neugründung 2021  | 0                 |                                                | n. a. *                          |
| Legende * n. a. – nicht angetreten |                        |                        |                                              |                   |                                                                                               |                 |                |                                     |                   |                                                |                                  |

### Bundesarbeitskreise
Bündnis C hat zurzeit 3 Bundesarbeitskreise:
- „Familie und Lebensrecht“
- „Wirtschaft und Finanzen“
- „Medien- und Bildungspolitik“

## Wahlen
Die folgende Tabelle gibt die Landtagswahlen, Bundestags- und Europawahlen wieder, bei denen die Partei Bündnis C seit ihrer Gründung 2015 angetreten ist.
| Wahljahr | DEU   | EU    | BB    | BE    | BW       | BY    | HB    | HH    | HE     | MV     | NI    | NW    | RP    | SL    | SH    | SN    | ST    | TH    |
| -------- | ----- | ----- | ----- | ----- | -------- | ----- | ----- | ----- | ------ | ------ | ----- | ----- | ----- | ----- | ----- | ----- | ----- | ----- |
| 2016     |       |       |       | n. a. | 0,01 % a |       |       |       |        | 0,1 %  |       |       | n. a. |       |       |       | n. a. |       |
| 2017     | n. D. |       |       |       |          |       |       |       |        |        | n. D. |       |       | n. a. | n. a. |       |       |       |
| 2018     |       |       |       |       |          | n. a. |       |       | 0,13 % |        |       |       |       |       |       |       |       |       |
| 2019     |       | 0,2 % | n. a. |       |          |       |       |       |        |        |       |       |       |       |       | n. a. |       | n. a. |
| 2020     |       |       |       |       |          |       |       | n. a. |        |        |       |       |       |       |       |       |       |       |
| 2021     | 0,1 % |       |       | n. a. | 0,08 % c |       |       |       |        | 0,09 % |       |       | n. a. |       |       |       | n. a. |       |
| 2022     |       |       |       |       |          |       |       |       |        |        | n. D. | n. D. |       | n. a. | n. D. |       |       |       |
| 2023     |       |       |       | n. a. |          | n. a. | n. a. |       | n. D.  |        |       |       |       |       |       |       |       |       |
| 2024     |       | 0,2 % | n. a. |       |          |       |       |       |        |        |       |       |       |       |       | 0,2 % |       | n. a. |
| 2025     | 0,0 % |       |       |       |          |       |       | n. a. |        |        |       |       |       |       |       |       |       |       |

| fett  | bestes Ergebnis zu dieser Wahl      |
| n. a. | nicht angetreten                    |
| n. D. | nur mit Direktkandidaten angetreten |

## Mandate

### Kommunen
Mecklenburg-Vorpommern
2004 errang die PBC im Landkreis Güstrow ein Kreistagsmandat. Der Mandatsträger trat später zur AUF über und konnte 2014 sowie bei der Kommunalwahl in Mecklenburg-Vorpommern 2019 unter dem Namen Bündnis C im neu zugeschnittenen, größer gewordenen Landkreis Rostock das Mandat halten. Außerdem konnte die Partei bei der Kommunalwahl 2019 einen Sitz in der Gemeinde Kuchelmiß halten.
Saarland
Im Saarland erreichte die AUF bei der Kommunalwahl 2014 einen Sitz im Gemeinderat von Mettlach. 2019 trat die Partei nicht mehr an. Im Mettlacher Ortsteil Wehingen konnten bei der Wahl 2019 2 Sitze im Ortsrat gehalten werden, jedoch unter dem alten Namen AUF.
Niedersachsen
Bei der Kommunalwahl in Niedersachsen 2016 erreichte das Bündnis C erstmals selbst Mandate. Bei den Gemeindewahlen wurden zwei Sitze erreicht, einer in Bad Essen, der andere in der Wedemark. Im Wedemärker Ortsteil Hellendorf bekam die Partei zudem einen Ortsratssitz. Das Mandat in Gifhorn, das die PBC bei der Kommunalwahl 2011 erlangt hatte, ging aber verloren. 2021 konnten der Sitz in Bad Essen und der Ortsratssitz in Hellendorf gehalten werden.
Hessen
Bei der Kommunalwahl in Hessen 2021 erlangte Bündnis C in Fulda ein Mandat und bildet seitdem in der Stadtverordnetenversammlung mit der AfD eine Fraktion. Die Fraktion wurde mit Wirkung zum 1. Dezember 2024 aufgelöst. Ebenso hat sie einen Sitz im Kreistag von Fulda und in der Gemeindevertretung von Petersberg.

### Europäisches Parlament
Mit dem Parteiwechsel des deutschen Abgeordneten Arne Gericke (gewählt für die Familien-Partei) war Bündnis C seit Oktober 2018 mit einem Sitz im Europäischen Parlament vertreten. Dieses Mandat ging aber 2019 verloren, da die Partei bei der Europawahl nur 0,2 % und damit nicht die für einen Sitz im Parlament notwendige Stimmenzahl erreichte.